# Virbia underwoodi
Virbia underwoodi är en fjärilsart som beskrevs av Druce 1911. Virbia underwoodi ingår i släktet Virbia och familjen björnspinnare. Inga underarter finns listade i Catalogue of Life.